# Áno Potamiá (Eubée)
Áno Potamiá, en grec moderne : Άνω Ποταμιά, est un village du dème de Kými-Alivéri, sur l'île d'Eubée, en Grèce.
Selon le recensement de 2011, la population d'Áno Potamiá compte 114 habitants.